# ヒュー・B・ケイヴ
ヒュー・バーネット・ケイヴ（Hugh Barnett Cave、1910年7月11日 - 2004年6月27日）は、アメリカ合衆国の作家。
ジャンルは多岐にわたり、特にホラー、奇妙な脅威、SFで知られる。

## 解説
1920-30年代のパルプ雑誌にて最も多作な寄稿者の一人であり、前述のジャンルに加え、西部劇、ファンタジー、冒険、犯罪、ロマンス、ノンフィクションなど合わせて推定800の物語を売った。彼は様々なペンネームを使い、特にジャスティン・ケースはアンチヒーローの怪盗イール（Eel、ウナギ）を作った。第二次世界大戦中は戦争記者として働き、その後ジャマイカに移住してコーヒー農園を所有・管理し、執筆活動を続けた。
1970年代から、カール・エドワード・ワグナーのカルコサ・プレスがケイヴのパルプ初期作品のハードカバー選集『Murgunstrumm and Others』を出版したことでリバイバルが起きた。フロリダ州に移転し、2000年頃まで定期的にオリジナル作品を出版し、1999年には生涯の功績に対してワールドファンタジー賞を受賞した。

## 生涯
イギリスのチェスターで生まれたヒュー・B・ケイヴは、第一次世界大戦が始まって間もなく幼少期に家族とともにマサチューセッツ州ボストンに引っ越した。彼のファーストネームは、かつてラドヤード・キップリングを知っていた看護師である母親のお気に入りの作家、ヒュー・ウォルポールに敬意を表していた。
ケイヴはブルックライン高校に通った。卒業後、ケイヴは奨学金でボストン大学に通ったが、父親が重傷を負ったため退学せざるを得なかった。彼は当初、今までに持っていた唯一の定期的な仕事である、自費出版プレスで働いていた。彼は生計を立てるために書くために20歳でこの地位を辞めた。
パルプ作家仲間のカール・リチャード・ジャコビとは、1932年から1997年にジャコビが死去するまで長らく文通を続けた。この書簡の抜粋は、ケイヴの回顧録『I Remembers Magazines I Remember』で見ることができる。1930年代、ケイヴはロードアイランド州ポータクセットに住んでいたが、近くのプロビデンスに住んでいたH・P・ラヴクラフトに会うことはなかった。二人はパルプ雑誌に寄稿することの倫理と美学について議論を行った（この書簡は現存しない）。ケイヴの物語のうち少なくとも2つ『暗黒魔術の島』と『臨終の看護』は、ラヴクラフトのクトゥルフ神話に関連する。
第二次世界大戦中は記者として太平洋地域と東南アジアを旅した。戦後はカリブ海地域に引っ越し、ハイチで5年間過ごした後、ジャマイカで成功したコーヒー農園を管理した。後に農園はジャマイカ政府に接収され、ケイヴは1970年代初頭に米国に戻った。
2度結婚し、最初の妻との間に子供が2人いる。2004年6月27日にフロリダ州ベロビーチで93歳で死去。

## 執筆経歴
ケイヴが最初の物語をいつ売ったかについては情報源が異なっており、彼がまだブルックライン高校に通っていた間に「I Name Thee, Cave」だったと言う人もいれば、1929年に19歳で自費出版プレスで働いていたときに書かれた「Island Ordeal」を引用する人もいる。
初期はアスタウンディング『ブラック・マスク』『ウィアード・テイルズ』などのパルプ雑誌に寄稿した。彼自身の推定では、1930年代だけでも、ジェームズ・ピットやマーガレット・ハリンウォールなどのさまざまな変名を使用して、約100の定期刊行物に約800の短編を発表したという。ステファン・ジミアノヴィッチは『セント・ジェームズ・ガイド・トゥ・ホラー、ゴースト、ゴシック様式の作家』にて、ケイヴは「アメリカの田舎町をゴシック様式の風景に変え、地元の権力ブローカーを誇大妄想的な悪魔に変えた」と述べている。1930年代後半から40年代初頭にかけて、ジャスティン・ケースのペンネームで怪盗イールのシリーズが書かれた。ケイヴはまた、1930年代の奇妙な脅威や「震えるパルプ」に最も成功した貢献者の一人でもあった。
1943年、戦争記者としての経験を活かして、彼はガダルカナル島での最初のPTボートについて語った彼の最も評価の高い作品の1つであるLong Was The Nightsを執筆した。彼はまた、この時期の太平洋地域での戦争に関する多くの本を書いた。
戦後のハイチ滞在中にブードゥー教に親しみ、ノンフィクション作品『ハイチ:冒険へのハイロード』を出版し、「英語でのブードゥー教に関する最高のレポート」として絶賛された。カリブ海での経験は、ベストセラーとなったブードゥー教をテーマにした小説『ドラムの十字架』(1959年)を生み、この物語は白人のキリスト教宣教師が黒人のブードゥー教司祭の妹に夢中になる異人種間のストーリーである。セルドン・ロッドマンは、ニューヨーク・タイムズ・ブック・レビューの『ドラムの十字架』をレビューし、国とアフリカの宗教的カルトの両方を深い同情をもって扱っていると指摘した。
この中期キャリア時、ケイヴはコリアーズ、ファミリーサークル、レディースホームジャーナル、レッドブック、サタデーイブニングポストなどの「滑らかな」雑誌に執筆を進めた。1959年、彼の人気短編小説「ミッション」が出版されたのは、この後者の出版物で、その後ダブルデイ社によってハードカバー形式で発行され、教科書に再版され、多くの言語に翻訳された。
パルプが衰退した1970年代、ケイヴの作品量は減っており、ガーディアン紙によると「唯一の常連市場は女性誌にロマンスを書くことだった」という。しかし、彼はカール・エドワード・ワグナーによって再注目され、ケイヴのホラー選集『Murgunstrumm and Others』は1978年の世界幻想文学大賞特別賞を受賞した。
1970年代後半から1980年代初頭にかけて、4つのファンタジー小説『死者の軍団』(1979)『ネブロンホラー(1980)』『悪』(1981)『悪の色合い』(1982)を出版し成功した。他にも後期作品として『ルシファーの目』(1991)と『狂気の山々』(2004)が注目に値する。ケイヴはインターネットに適応し、彼の作品の電子書籍版がオンラインで容易に購入できるよう努めた。
全キャリアの中で、ケイヴはほぼすべてのジャンルで1000以上の短編小説を著した。彼はフェニックス賞だけでなく、国際ホラーギルド、ホラー作家協会、世界ファンタジーコンベンションから生涯功績賞を受賞した。